# Champhai
Champhai es un pueblo  situado en el distrito de Champhai,  en el estado de Mizoram (India). Su población es de 32734 habitantes (2011). Se encuentra muy cerca da frontera con Myanmar, en una importante situación estratégica.

## Demografía
Según el censo de 2011 la población de Champhai era de 32734 habitantes, de los cuales 16265 eran hombres y 16469 eran mujeres. Champhai tiene una tasa media de alfabetización del 96,54%, superior a la media estatal del 91,33%: la alfabetización masculina es del 97,67%, y la alfabetización femenina del 95,44%.